# Marcgravia oblongifolia
Marcgravia oblongifolia är en tvåhjärtbladig växtart som beskrevs av Pav. och Max Carl Ludwig Wittmack. Marcgravia oblongifolia ingår i släktet Marcgravia och familjen Marcgraviaceae. Inga underarter finns listade i Catalogue of Life.